# Erlandsen
Erlandsen ist ein ursprünglich patronymisch gebildeter dänischer und norwegischer Familienname mit der Bedeutung „Sohn des Erland“.

## Namensträger
- Arne Erlandsen (* 1959), norwegischer Fußballspieler und -trainer
- Erland Erlandsen (1912–2003), deutscher Schauspieler dänischer Abstammung
- Geir Andre Erlandsen (* 1976), norwegischer Tischtennisspieler
- Jakob Erlandsen († 1274), dänischer Bischof
- Maja Gunvor Erlandsen (* 1989), norwegische Ringerin